# Son Santjoan
Son Santjoan és una possessió situada al terme municipal de Palma, al barri de Son Ferriol (districte de Llevant, vora l'antic camí de Muntanya. A mitjan segle XX les seves terres foren ocupades, gairebé íntegrament per l'aeroport de Son Santjoan, si bé les cases es conserven.
La possessió s'originà per l'agregació de diversos rafals, alqueries, garrigues i pinars situats al pla de Sant Jordi que la família Nunis adquirí al llarg del segle xv. A mitjan segle xvi, la possessió pertanyia a Agustí i Joanot Nunis de Santjoan, que heretaren del seu avoncle Àlvar Nunis la cavalleria que aquesta família posseïa a Manacor, amb la condició d'anteposar el llinatge Nunis al seu propi, Santjoan, que és el llinatge d'on ve el nom de la possessió. El 1863, Son Santjoan tenia una superfície de 954 quarterades. Durant el segle XX s'inicià un procés de segregació. El 2012 hi ha una important explotació agropecuària.

## Construccions
Les cases de la possessió estan edificades en dos cossos rectangulars paral·lels, entre els quals se situa la clastra, de forma rectangular i configurada com una extensa carrera. A la seva esquerra s'hi arrengleren les cases o habitatges, mentre que a la dreta hi ha estances agrícoles. Al centre un garrover ornamenta l'espai. Un mur uneix ambdós blocs i s'orienta al nord-oest. L'altre costat resta obert. En el mur s'hi obre el portal forà, d'arc rebaixat, amb la data de 1836 inscrita. Les parets mestres són de pedres en verd amb cantonades i obertures de carreu de marès. Predomina la coberta de teulada a doble vessant de teula àrab. Les façanes estan referides amb morter de calç, ennegrit per la humitat i el pas del temps, i deixen el carreu a la vista. La construcció actual data, bàsicament, dels segles XVIII-XIX, malgrat presentar elements anteriors.
Dins la clastra un portal de llinda defineix l'accés al que és coneguda com a casa del pastor; mostra un interior amb coberta de volta de canó. A l'extrem de l'edificació, hi ha les cases que eren antigament dels senyors. Tenen alçat de dues plantes i el portal forà, d'arc de mig punt, se situa davall una porxada més moderna; hi ha també dues finestres atrompetades. De l'interior, destaca un pilar octogonal que aguanta una jàssera, ajudat a la dreta per un altre pilar, embegut en el mur. Un portal de llinda condueix a la cuina, que conserva la pica antiga; a l'esquerra de l'entrada a la cuina, una curiosa estrella mostrejada, amb calat, permetia controlar visualment l'entrada. A la part superior de la casa, damunt el porxo, hi ha un rellotge de sol, amb la data de 1836 i les inicials BP.
Separat de les cases principals, davant l'esplanada davantera, al nord, hi dos molins de vent i un gran safareig; el molí de l'esquerra és de torre de secció circular, sobre un cintell, que antigament era fariner. El de la dreta, amb torre quadrada, era per a extreure aigua. A l'esquerra, hi ha els dos arcs escarsers, amples, de les cotxeres, el segon dels quals apareix modificat.